# Nadya Ochner
Pour les articles homonymes, voir Ochner.
Nadya Ochner, née le 14 mars 1993 à Merano, est une snowboardeuse italienne spécialisée dans les épreuves de slalom parallèle et de slalom géant parallèle.

## Biographie
Elle débute en Coupe du monde en 2010 puis en mars 2013, elle remporte la médaille de bronze aux Championnats du monde juniors de snowboard à Erzurum en Turquie.
Ochner participe aux Jeux olympiques d'hiver de 2014 à Sotchi sans dépasser le stade de qualification, terminant respectivement 26e et 22e en slalom et slalom géant.
Pour ses olympiades suivantes à Pyeongchang, elle se classe 18e du slalom. Elle remporté sa première et unique victoire individuelle en slalom géant parallèle à Carezza le 13 décembre 2018. 

## Palmarès

### Championnats du monde
- Championnats du monde 2023 à Bakuriani (Géorgie) :
  -  Médaille d'or en slalom parallèle par équipes.

### Coupe du monde
- 5 podiums en slalom parallèle dont 1 victoire.

#### Détails des victoires
| Épreuve / Édition | Slalom parallèle | Slalom géant parallèle |
| ----------------- | ---------------- | ---------------------- |
| 2018-2019         |                  | Carezza                |